# Olivier Rochus
Olivier Laurent Pierre Rochus (Namur, 18 gennaio 1981) è un ex tennista belga.

## Biografia

### Carriera tennistica
Da junior vince la tredicesima edizione del Les Petits As nel 1995.
Diventato professionista nel 1999, Rochus ha vinto due tornei di singolare. Gioca con il destro e ha nel rovescio ad una mano il colpo migliore.
Suo fratello Christophe è stato anch'egli un tennista.
Rochus è un giocatore unico nel suo genere: infatti è alto solamente 168 cm, che fanno di lui uno dei tennisti più bassi della storia. Nonostante questo "handicap" è riuscito comunque ad ottenere ottimi risultati.
Nel 2004, in coppia con il connazionale Xavier Malisse, si aggiudica il Roland Garros in doppio.
Il suo best ranking è la posizione numero 24, raggiunta nel 2005.

## Statistiche

### Singolare

#### Vittorie (2)
| Legenda                                                       |
| Grande Slam (0)                                               |
| Tennis Masters Cup / ATP World Tour Finals (0)                |
| Masters Series / ATP World Tour Master 1000 (0)               |
| ATP International Series Gold / ATP World Tour 500 Series (0) |
| ATP International Series / ATP World Tour 250 Series (2)      |

| Numero | Data            | Torneo                                        | Superficie  | Avversario in finale | Punteggio   |
| 1.     | 1º ottobre 2000 | Campionati Internazionali di Sicilia, Palermo | Terra rossa | Diego Nargiso        | 7–6(14) 6-1 |
| 2.     | 7 maggio 2006   | BMW Open, Monaco di Baviera                   | Terra rossa | Kristof Vliegen      | 6-4 6-2     |

#### Finali perse (8)
| Numero | Data              | Torneo                                         | Superficie     | Avversario in finale | Punteggio     |
| 1.     | 11 febbraio 2002  | Copenaghen Open, Copenaghen (1)                | Cemento indoor | Lars Burgsmüller     | 3–6, 3–6      |
| 2.     | 3 marzo 2003      | Copenaghen Open, Copenaghen (2)                | Cemento indoor | Karol Kučera         | 6(4)–7, 4–6   |
| 3.     | 15 gennaio 2005   | Heineken Open, Auckland (1)                    | Cemento        | Fernando González    | 4–6, 2–6      |
| 4.     | 24 settembre 2007 | Kingfisher Airlines Tennis Open, Mumbai        | Cemento        | Richard Gasquet      | 3–6, 4–6      |
| 5.     | 25 ottobre 2009   | Stockholm Open, Stoccolma                      | Cemento        | Marcos Baghdatis     | 1–6, 5–7      |
| 6.     | 11 luglio 2010    | Hall of Fame Tennis Championships, Newport (1) | Erba           | Mardy Fish           | 7–5, 3–6, 4–6 |
| 7.     | 10 luglio 2011    | Hall of Fame Tennis Championships, Newport (2) | Erba           | John Isner           | 3–6, 6(6)–7   |
| 8.     | 14 gennaio 2012   | Heineken Open, Auckland (2)                    | Cemento        | David Ferrer         | 6-3 6-4       |